# Hesperopsis
Hesperopsis là một chi bướm ngày thuộc họ Bướm nâu.